# Utkalewo
Utkalewo (ros. Уткалево) – wieś (sieło) w Rosji, w Baszkortostanie, w rejonie biełorieckim. W 2010 liczyła 396 mieszkańców.